# Parque Medina
Parque Medina ist eine Ortschaft in Uruguay.

## Geographie
Sie befindet sich auf dem Gebiet des Departamento Maldonado in dessen Sektor 6. Parque Medina liegt rund zehn Kilometer nördlich der Departamento-Hauptstadt Maldonado und etwa einen Kilometer östlich von San Carlos. Zwischen den beiden Orten fließt der Arroyo Maldonado.

## Einwohner
Parque Medina hatte bei der Volkszählung 2011 204 Einwohner, davon 106 männliche und 98 weibliche.
| Jahr | Einwohner |
| ---- | --------- |
| 1963 | -         |
| 1975 | -         |
| 1985 | -         |
| 1996 | 122       |
| 2004 | 145       |
| 2011 | 204       |

Quelle: Instituto Nacional de Estadística de Uruguay

## Infrastruktur

### Verkehr
Der Ort befindet sich unweit der Ruta 9. Er ist Haltepunkt regionaler und internationaler Buslinien.

### Freizeit und Kultur
Vor Ort befindet sich ein kleiner Zoo. Im Norden Parque Medinas liegt das Estadio Club Atenas. Zudem verfügt Parque Medina über einen städtischen Park und eine Schule.